# Dalmo Gaspar
Dalmo Gaspar (Jundiaí, 19 oktober 1932 – aldaar, 2 februari 2015) was Braziliaanse voetballer en trainer, beter bekend onder zijn spelersnaam Dalmo. 

## Biografie
Dalmo begon zijn carrière bij Paulista, uit zijn thuisstad. In 1954 maakte hij de overstap naar Guarani, waar hij opgemerkt werd door Santos, de nieuwe grootmacht in het Braziliaanse voetbal en in 1957 ging hij voor deze club spelen. Hij speelde op de linkerpositie aan de zijde van wereldsterren Pelé, Pepe, Coutinho en Pagão. Hij won er vijf keer het Campeonato Paulista mee, één keer het Torneio Rio-São Paulo, twee keer de landstitel, Copa Libertadores en intercontinentale beker. Bij de intercontinentale beker van 1963 scoorde hij tegen AC Milan het winnende doelpunt waardoor de wereldtitel verlengd werd. 
In 1964 keerde hij terug naar Guarani en in 1967 beëindigde hij zijn carrière, waar hij begonnen was, bij Paulista. Hij coachte ook verscheidene kleinere clubs. Hij overleed op 82-jarige leeftijd aan een bacteriële infectie. 